# Psychoda subpennata
Psychoda subpennata és una espècie d'insecte dípter pertanyent a la família dels psicòdids que es troba a Austràlia: Tasmània, Nova Gal·les del Sud i Victòria.